# طبقات الشافعية الكبرى
طبقات الشافعية الكبرى هو كتاب للإمام تاج الدين السبكي  (ت 771هـ / 1370م) يبحث في علم التراجم في مجال خاص إذ يترجم لجماعة واحدة وهم الفقهاء الشافعيون حسب طبقاتهم، الطبقة الأولى فالثانية وهكذا يذكر اسم الفقيه ونسبه، وروايته ودرجته بين أهل العلم وشيئاً من مآثره.

## محتوى الكتاب
قسّم السبكي الطبقات إلى سبعة أجزاء ويرى أن كتابه هذا كتاب حديث وفقه وتاريخ وأدب ومجموع فوائد، ذكر فيه ترجمة الرجل مستوفاة على طريقة المحدثين والأدباء. وكان كلامه حافلاً بالأسانيد بذلك جعل كتابه كافياً لمن يقرأه مغنياً له عن النظر في كثير من المصادر. وأحياناً يذكر اسم المترجم ثم يسكت عنه وأحياناً أخرى يذكر ترجمته ناقصة، ولم يكملها فقد وافته المنية.
واعتمد في ترتيبه لكل طبقة على حروف المعجم، وبدأ بذكر الأحمدين ثم المحمدين تبركاً وذلك كما فعل في الطبقتين الصغرى والوسطى.
فرتب المترجمين على حروف المعجم مبتدءاً بالأحمدين فالمحمدين، ولكنه أغفل الترتيب الزمني للطبقات واكتفي بالترتيب على حروف المعجم، ما عدا من لقي الشافعية منهم أفرد لهؤلاء بطبقة وذكرهم في صدر الكتاب مرتبين على حروف المعجم.

## طبعات الكتاب
طبعت هذه الطبقات مرتين بمصر:
1. سنة 1324هـ بالمطبعة الحسينية وهي نسخة مصحفة ورديئة وغير منقحة.
2. وأعيدت طباعتها بتحقيق الأستاذ محمود الطناحي وعبد الفتاح محمد الحلو سنة 1383هـ = 1964م بمطبعة عيسى الحلبي البابي وصدرت من سبعة أجزاء ولم يكمل بعد وهي طبعة جيدة التحقيق أعادت للكتاب اعتباره.
وأعيد طباعته بنفس المطبعة وصدر منه الجزء الأول في 360 صفحة والثاني في 487 صفحة والثالث في 616 صفحة سنة 1964م - 1965م.
وصدر من الجزء الثالث إلى السابع سنة 1966م - 1970م بنفس المطبعة والثامن من سنة 1971م في 616 صفحة والتاسع سنة 1974م ويقع في 596 صفحة، وطبع الجزء العاشر (نهاية الكتاب) بتحقيق الأستاذ محمود الطناحي وعبد الفتاح الحلو في 780 صفحة سنة 1976م.